# 石川県道19号橋立港線
石川県道19号橋立港線（いしかわけんどう19ごう はしたてこうせん）とは、石川県加賀市内を通る主要地方道（石川県道）である。

## 概要
起点付近は、加賀市橋立出張所や北前船資料館などがある、橋立地区の中心部である。起点より南下し、同市小塩町の小塩交差点で石川県道143号深田片野下福田線と交差。さらに南下し、北陸自動車道をくぐり（接続はしていない）、石川県立錦城養護学校前を経て、石川県道20号小松加賀線と交わる。その後、小野坂トンネル（延長165m、1971年竣工）をくぐり、同市大聖寺岡町の畑町交差点で左折、大聖寺川にかかる錦城大橋を渡って、加賀市中心部大聖寺地区を南下、終点に至る。なお、終点からさらに石川県道118号大聖寺停車場線で184m南下すると、IRいしかわ鉄道線・ハピラインふくい線大聖寺駅に至る。

### 路線データ
- 起点：石川県加賀市橋立町イ乙54番3地先（石川県道148号小塩潮津線交点）
- 終点：加賀市大聖寺南町ホ5番11地先（大聖寺南町交差点、国道305号・国道365号交点・石川県道5号福井加賀線終点・石川県道118号大聖寺停車場線交点）

## 歴史
- 1964年（昭和39年）12月28日 - 建設省（現・国土交通省）が主要地方道に指定。
- 1965年（昭和40年）8月10日 - 石川県が主要県道橋立港線（整理番号『19』）を認定。
- 1993年（平成5年）5月11日 - 建設省から、主要県道橋立港線が橋立港線として主要地方道に再指定される[1]。

## 地理

### 通過する自治体
- 加賀市

### 交差する道路
- 石川県道148号小塩潮津線（加賀市橋立町、起点）
- 石川県道143号深田片野下福田線・石川県道295号小松加賀自転車道線（加賀市小塩町・小塩交差点）
- 石川県道20号小松加賀線（加賀市大聖寺畑町・畑町北交差点）
- 石川県道140号上木中町線（加賀市大聖寺岡町・朝日町交差点）
- 国道305号（国道365号・石川県道5号福井加賀線重複）・石川県道118号大聖寺停車場線（加賀市大聖寺南町・大聖寺南町交差点、終点）